# Walter Jesinghaus
Reinhold Walter Jesinghaus (* 28. Juli 1871 in Barmen, heute Wuppertal; † 8. Juli 1950 in Philippsthal) war ein deutscher Lehrer, Schriftsteller und Philosoph.
Er studierte in Marburg, Straßburg, Greifswald und Bonn und promovierte 1901 mit einer Arbeit über Nietzsche. Nach Lehrerstellen in Essen und Bonn wurde er 1911 Oberlehrer am Städtischen Helmholtz-Gymnasium in Berlin-Schöneberg. Später leitete er das Realgymnasium in Bad Vacha. 1927 wurde er Ministerialrat im Thüringer Volksbildungsministerium in Weimar.
Er gehörte zum wissenschaftlichen Beirat der Weimarer Nietzsche-Ausgabe und war 1931 bis 1945 Mitglied des Vorstands des Nietzsche-Archivs, mit dem er über Elisabeth Förster-Nietzsche in Verbindung gekommen war.

## Werke
- Flammenblitze. (Gedichte) 1897
- Der innere Zusammenhang der Gedanken vom Übermenschen bei Nietzsche. 1901
- Nietzsche und Christus. Wissenschaftliche Beilage zum Jahresbericht des Helmholtz-Realgymnasiums in Berlin-Schöneberg, 1913
- Nietzsches Stellung zu Weib, Liebe und Ehe. 1907
- Jahreszeiten des Lebens: Gedichte und Sprüche. (Gedichte) 1925